# El filósofo autodidacta

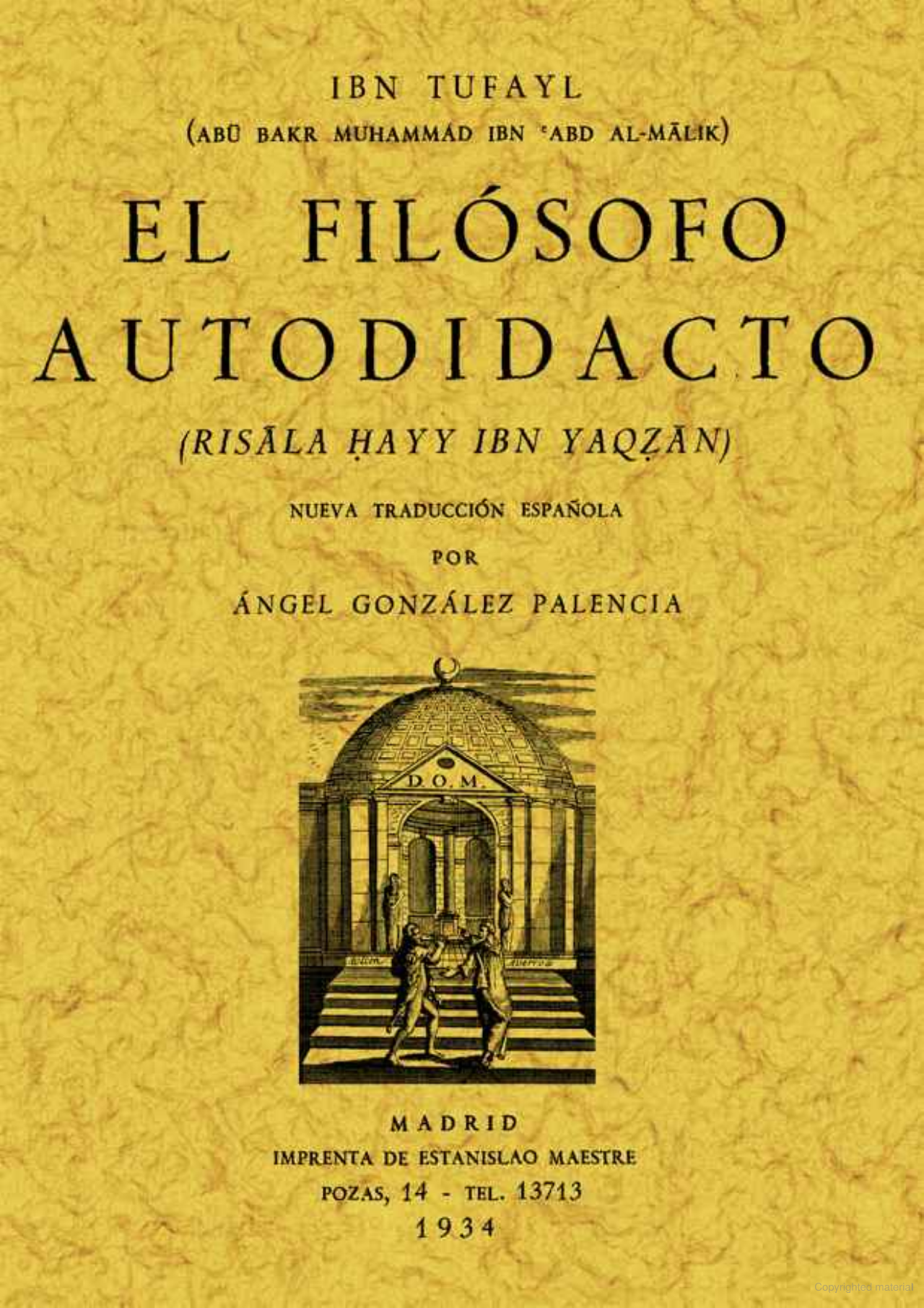
El filósofo autodidacta, traducción española por Ángel Gonzáles Palencia.

El filósofo autodidacta, Ḥayy ibn Yaqẓān (حي بن يقظان) es la primera novela árabe y la primera novela filosófica. Fue escrita por Ibn Tufail (también conocido por Aben Tofail o Ebn Tophail), filósofo y médico que vivió en el siglo XII en Al-Ándalus, concretamente en la ciudad Wadi-Ash actualmente conocida con el nombre de Guadix. La novela fue así llamada por el cuento alegórico y filosófico del mismo nombre escrito por Avicena en el siglo XI en Persia.
El título original  es Risāla Ḥayy ibn Yaqẓān fī asrār al-ḥikmat al-mašriqiyya (Libro de Ḥayy ibn Yaqẓān sobre los secretos de la sabiduría iluminativa). Fue traducido al hebreo en 1349 por Moisés de Narbona. Tuvo una influencia significativa en la literatura árabe, persa y europea  tras ser traducida al latín en 1671 por Edward Pococke con el nombre Philosophus autodidactus y en inglés en 1686. la novela también fue traducida al neerlandés en 1672 y al alemán a la vez. La primera traducción al castellano fue la de González Palencia en 1934 y su revisión en 1995 por Emilio Tornero.
El trabajo tuvo una profunda influencia en la clásica filosofía islámica y en la filosofía moderna y llegó a ser uno de los más importantes libros que anunció la revolución científica y la Ilustración.

## Argumento
El texto de Avicena es muy diferente de la posterior novela de Ibn Tufail. La de Avicena fue esencialmente un experimento intelectual sobre el intelecto activo, personificado por una vieja saga, dirigida por un narrador, que representa el alma racional, sobre la naturaleza del universo.
El texto de Ibn Tufail fue inspirado por el Avicenismo, Kalam y Sufismo, y también se puede describir como un experimento intelectual. La novela cuenta la historia de un autodidacta y asilvestrado niño, criado por una gacela que vivió solo en una isla desierta en el Océano Índico. Después de que su gacela madre muere, él la disecciona y le realiza una autopsia para encontrar qué le ocurrió. Descubre que su muerte fue debida a la pérdida del calor innato. Este hecho le pone en el camino de la Ciencia Islámica y del autodescubrimiento.
Sin contacto con otros seres humanos, Hayy descubre la última verdad a través de un proceso sistemático razonado. Hayy llega a contactar con la civilización y la religión cuando él se encuentra con Absal. Él determina que ciertos símbolos de la religión y la civilización, imaginería y dependencia de cosas materiales, son necesarias para que la multitud tenga una vida decente. No obstante, cree que son distracciones de la verdad y deberían ser abandonadas. 
Ibn Tufail saca el nombre del cuento y muchos de los personajes de un anterior trabajo de Avicena. El libro de Ibn Tufail no fue un comentario ni una mera reescritura del libro de Avicena sino un trabajo innovador. Refleja uno de los principales temas de los filósofos musulmanes (más tarde también de los pensadores cristianos), la reconciliación de la Filosofía con la Revelación. 
También anticipa en ciertos modos obras como Robinson Crusoe y Emilio, o De la educación. También es similar a la historia de Mowgli en El libro de la selva de Rudyard Kipling, también lo es a Tarzán en que es abandonado en una isla desértica tropical dónde es cuidado y alimentado por una madre loba.

## Temas filosóficos
Hayy ibn Yaqdhan trató con muchos temas filosóficos, especialmente en relación con la epistemología. Los pensamientos expresados en la novela pueden ser encontrados "en diferentes variaciones y en grados diferentes en los libros de Thomas Hobbes, John Locke, Isaac Newton, e Immanuel Kant.
Hayy ibn Yaqdhan fue escrito como continuación de la versión de Avicena y como respuesta a La incoherencia de los filósofos de al-Ghazali, que criticó a Avicena. Ibn Tufail citó a al-Farabi, el Avicenismo y la teología Kalam de Ash'ari como las principales influencias de su trabajo, así como su profesor Avempace, Ibn Tumart y el Sufismo.

## Empirismo,tabula rasae Innato o adquirido
En su Hayy ibn Yaqdhan, Ibn Tufail fue el primero en demostrar las teorías de empirismo y tabula rasa como experimentos de pensamiento en su novela, como él representó el desarrollo de la mente de un asilvestrado niño "desde una tabla rasa a un adulto, en completo aislamiento de la sociedad" en una isla desértica. La traducción al latín de su trabajo, titulada Philosophus Autodidactus, fue publicada por Edward Pococke El Joven en 1671, inspirada por la formulación de la tabula rasa de John Locke en Ensayo sobre el entendimiento humano, el cual llegó a ser una de las principales fuentes del empirismo en la filosofía moderna Occidental, e influenció muchos filósofos Ilustrados, tales como David Hume y George Berkeley.
La teoría de la tabula rasa más tarde ocasionó el debate Innato o adquirido en la psicología moderna.

## Influencia y legado
Hayy ibn Yaqdhan tuvo una significativa influencia en la literatura árabe, persa y europea, y llegó a ser un influyente best-seller en Europa Occidental en los siglos XVII y XVIII. La obra también tuvo una profunda influencia en la filosofía islámica y la moderna filosofía occidental. Llegó a ser uno de los más importantes libros que anunció la revolución científica y la Ilustración, y los pensamientos expresados en la novela pueden ser encontrados en diferentes variaciones y en diferentes grados en los libros de Thomas Hobbes, John Locke, Isaac Newton, y Immanuel Kant. Es evidente la influencia de esta novela en el argumento de Robinson Crusoe (1719), de Daniel Defoe. 
George Sarton consideró la novela «uno de los más originales libros de la Edad Media».
Menéndez Pelayo dijo de esta obra que es <<una muestra del alto nivel al que llegó la filosofía entre los árabes andaluces>> que no hay <<obra más original y curiosa en toda aquella literatura>> y que al autor apenas le <<cabe más valentía, de pensamiento, más audacia especulativa que la que mostró>>.

## Ediciones
- Ibn Tufayl, El filósofo autodidacto, traducción de Ángel González Palencia y edición de Emilio Tornero; Trotta: Madrid, 2003. ISBN 84-8164-059-X

- R. Ramón Guerrero, «Ibn Tufayl y el Siglo de las Luces. La idea de razón natural en el filósofo andalusí», Anales del Seminario de Historia de la Filosofía, UCM, 5 (1985) 53 58.